# Капки
Капки (укр. Капки) — посёлок, входит в Тульчинский район Винницкой области Украины.
Население по переписи 2001 года составляло 27 человек. Почтовый индекс — 23608. Телефонный код — 4335. Занимает площадь 0,058 км². Код КОАТУУ — 524382903.

## Местный совет
23607, Вінницька обл., Тульчинський р-н, с. Кинашів, вул. Желюка, 2, тел. 2-36-00; 2-38-54  (укр.)